# Pabellón Deportivo Tiszaligeti
El Pabellón Deportivo Tiszaligeti (en húngaro: Tiszaligeti Sportcsarnok) es una arena cubierta multifuncional en Szolnok (Hungría). El espacio se utiliza principalmente para el baloncesto, ya que es la cancha del club de la primera división húngara Szolnoki Olaj KK y es escenario habitual de los partidos de la Selección de baloncesto de Hungría. En el pabellón de deportes se organizan otros eventos deportivos de interior, así como partidos de fútbol sala y voleibol, pero también da la bienvenida a los eventos no deportivos, por ejemplo las ferias, exposiciones y conferencias.
La sala fue construida en 1975, pero con el tiempo empezó a quedar obsoleta. Para modernizarlo, el Tisztaligeti Sportcsarnok pasó por una renovación completa entre 2001 y 2002 por un costo de 386 millones de florines húngaros (aproximadamente 1,75 millones de dólares estadounidenses), y se volvió a abrir el 23 de marzo de 2002.